# Jan Goessens
Jan Goessens (Gant, 20 d'octubre de 1962) va ser un ciclista belga, que fou professional entre 1986 i 1993.

## Palmarès
- 1987
  - 1r a Malderen
  - 1r a Mere
- 1988
  - 1r al Gran Premi d'Isbergues
- 1989
  - Vencedor d'una etapa a la Volta a Luxemburg

### Resultats al Tour de França
- 1987. 131è de la classificació general
- 1989. 112è de la classificació general
- 1990. 114è de la classificació general
- 1991. Abandona (13a etapa)

### Resultats a la Volta a Espanya
- 1993. 100è de la classificació general